# Garfield on the Town
Garfield on the Town to drugi półgodziny film animowany powstały na motywach komiksu Garfield.  W roli Garfielda kolejny raz wystąpił Lorenzo Music, a za muzykę odpowiedzialny jest Lou Rawls. Film miał premierę w 1983 roku i jak jego poprzednik Here Comes Garfield, także zdobył nagrodę Emmy.
Historia zbliżona do fabuły filmu ma miejsce w paskach komiksowych, zaczyna się 3 grudnia 1984 i kończy  26 grudnia.

## Streszczenie
Jon zaczyna się niepokoić o zachowanie Garfielda po tym jak robi bałagan w całym domu. W trakcie gdy Garfield jest siłą wieziony do weterynarza, wymyka się z samochodu i gubi się w mieście. Stara się to wykorzystać jak najlepiej, niestety spotyka na grupę nieprzyjaźnie nastawionych kotów, nazywającą siebie The Claws (ang. Pazury). Uciekając trafia do opuszczonej restauracji gdzie spotyka swoją dawno nie widzianą matkę. Miejsce w którym się znajdują nazywało się "Mama Leone's", Garfield urodził się tam i odkrył tam swą miłość do lasagni. Mama Garfielda zabiera go na spotkanie z resztą jego rodziny - dziadka i przyrodniego brata Raoula. Garfield jest zdegustowany tym że cała jego rodzina poluje na myszy. W tym czasie The Claws wyśledzili Garfielda i otoczyli budynek. Rodzina decyduje się walczyć w jego obronie, on sam tchórzliwie chowa się. The Claws zostają przegonieni.  Dziadek Garfielda każe mu wracać do domu. Garfield dowiaduje się od matki, że wszyscy zazdroszczą mu łatwego życia w domu Jona. Garfield żegna się z wszystkimi i odchodzi. Błąka się w przenikliwym deszczu do momentu aż zostaje odnaleziony przez Jona i Odiego. Garfield ma wrażenie, że cały dzień jest tylko snem jednak wie iż jego matka ciągle dba o niego.

## Piosenki wGarfield on the Town
- "Just Another Crazy Day" wykonywane przez Lou Rawlsa;
- "Startin' from Scratch" wykonywane przez Lou Rawlsa;
- "Home Again" wykonywane przez Desirée Goyette;
- "The Claws" wykonywane przez Lou Rawlsa i Desirée Goyette;
- "Home Again (reprise)" wykonywane przez Desirée Goyette.

Ten film został najpierw wydany na kasecie video przez CBS/FOX w 1992 (razem z kilkoma innymi filmami animowanymi o Garfieldzie), a teraz jest dostępny na DVD Garfield: As Himself.